# Маргарита Австрийская (1567—1633)
Эрцгерцогиня Маргарита Австрийская (25 января 1567, Винер-Нойштадт — 5 июля 1633, Мадрид) — австрийская принцесса, член Габсбургского дома и монахиня монастыря Дескальсас Реалес в Мадриде.

## Биография
Маргарита была пятнадцатым ребенком и пятой дочерью Максимилиана II, императора Священной римской империи и эрцгерцога Австрии, и его жены Марии Испанской, испанской инфанты, старшей дочери императора Карла V и Изабеллы Португальской.
С самого раннего детства Маргарита была под сильным влиянием матери, ревностной католички. В 1576 году после смерти Максимилиана Мария Испанская возвращается на родину в Испанию и привозит с собой свою младшую выжившую дочь Маргариту.
В Мадриде Маргарита принимает постриг под именем сестры Маргариты де ла Крус в клариссинском монастыре Дескальсас Реалес, основанном её тетей Хуаной Австрийской. В монастыре Дескальсас Реалес Маргарита провела всю свою жизнь, скончалась в возрасте 66 лет и там же была похоронена.
Маргарита Австрийская пережила всех своих братьев и сестер.